# Pioneer (Luizjana)
Pioneer – wieś w Stanach Zjednoczonych, w stanie Luizjana, w parafii West Carroll.